# Protaephagus capensis
Protaephagus capensis är en fjärilsart som beskrevs av Malcolm J. Scoble 1980. Protaephagus capensis ingår i släktet Protaephagus och familjen bladskärarmalar. Inga underarter finns listade i Catalogue of Life.